# Calingasta (San Juan)
Calingasta ist eine Ortschaft in der argentinischen Provinz San Juan und mit 2039 Einwohnern größter Ort im gleichnamigen Departamento, allerdings nicht die Hauptstadt des Departamento (das ist der kleinere Ort Tamberías).